# Dendronephthya pentagona
Dendronephthya pentagona is een zachte koraalsoort uit de familie Nephtheidae. De koraalsoort komt uit het geslacht Dendronephthya. Dendronephthya pentagona werd in 1909 voor het eerst wetenschappelijk beschreven door Henderson. 